# Jay Grdina
Jay Grdina, noto anche con lo pseudonimo di Justin Sterling (11 ottobre 1967), è un ex attore pornografico statunitense, di origine croata.

## Biografia

### Carriera
Dopo la laurea ha intrapreso una serie di iniziative imprenditoriali fino a quando nel 1992 ha iniziato ad investire in film per adulti diretti da Michael Ninn.
Nel 1993 incontra Jenna Jameson e fonda nel 2000 con la stessa ClubJenna, un'azienda pornografica.

### Vita privata
Dal giugno 2003 al dicembre 2006 è stato sposato con Jenna Jameson.

## Premi
- 1998 AVN Award – Best Videography – Diva, The Series (con Barry Harley)
- 2004 NightMoves Award – Best Director (Fan's Choice)
- 2005 AFW Award – Best Actor – The Masseuse
- 2005 AVN Award – Best Actor (Film) – The Masseuse
- 2005 AVN Award – Best Couples Sex Scene (Film) – The Masseuse (con Jenna Jameson)
- 2005 AVN Award – Best Editing (Video) – Bella Loves Jenna
- 2007 AVN Award – Best Editing (Film) – Jenna's Provocateur (con Johnny 5)